# Jodotirozin dejodinaza
Jodotirozin dejodinaza (EC 1.22.1.1, jodotirozinska dehalogenaza 1, DEHAL1) je enzim sa sistematskim imenom NADP+:L-tirozin oksidoreduktaza (jodinacija). Ovaj enzim katalizuje sledeću hemijsku reakciju
-tirozin + 2 + + 2 I- {\displaystyle \rightleftharpoons } 3,5-dijodo--tirozin + 2 NADPH + 2 H+ (sveukupna reakcija)
(1a) -tirozin + + + I- {\displaystyle \rightleftharpoons } 3-jodo--tirozin + +
(1b) 3-jodo--tirozin + + + I- {\displaystyle \rightleftharpoons } 3,5-dijodo--tirozin + +
Reakcija se odvija u smeru 3-dejodinacije. Ovaj enzim je transmembranski flavoprotein. Za njegovo dejstvo je neophodan FMN.

## Literatura
- Nicholas C. Price; Lewis Stevens (1999). Fundamentals of Enzymology: The Cell and Molecular Biology of Catalytic Proteins (Third изд.). USA: Oxford University Press. ISBN 019850229X.
- Eric J. Toone (2006). Advances in Enzymology and Related Areas of Molecular Biology, Protein Evolution (Volume 75 изд.). Wiley-Interscience. ISBN 0471205036.
- Branden C; Tooze J. Introduction to Protein Structure. New York, NY: Garland Publishing. ISBN 0-8153-2305-0.
- Irwin H. Segel. Enzyme Kinetics: Behavior and Analysis of Rapid Equilibrium and Steady-State Enzyme Systems (Book 44 изд.). Wiley Classics Library. ISBN 0471303097.

## Spoljašnje veze
- Iodotyrosine+deiodinase на 